# Famine du Henan

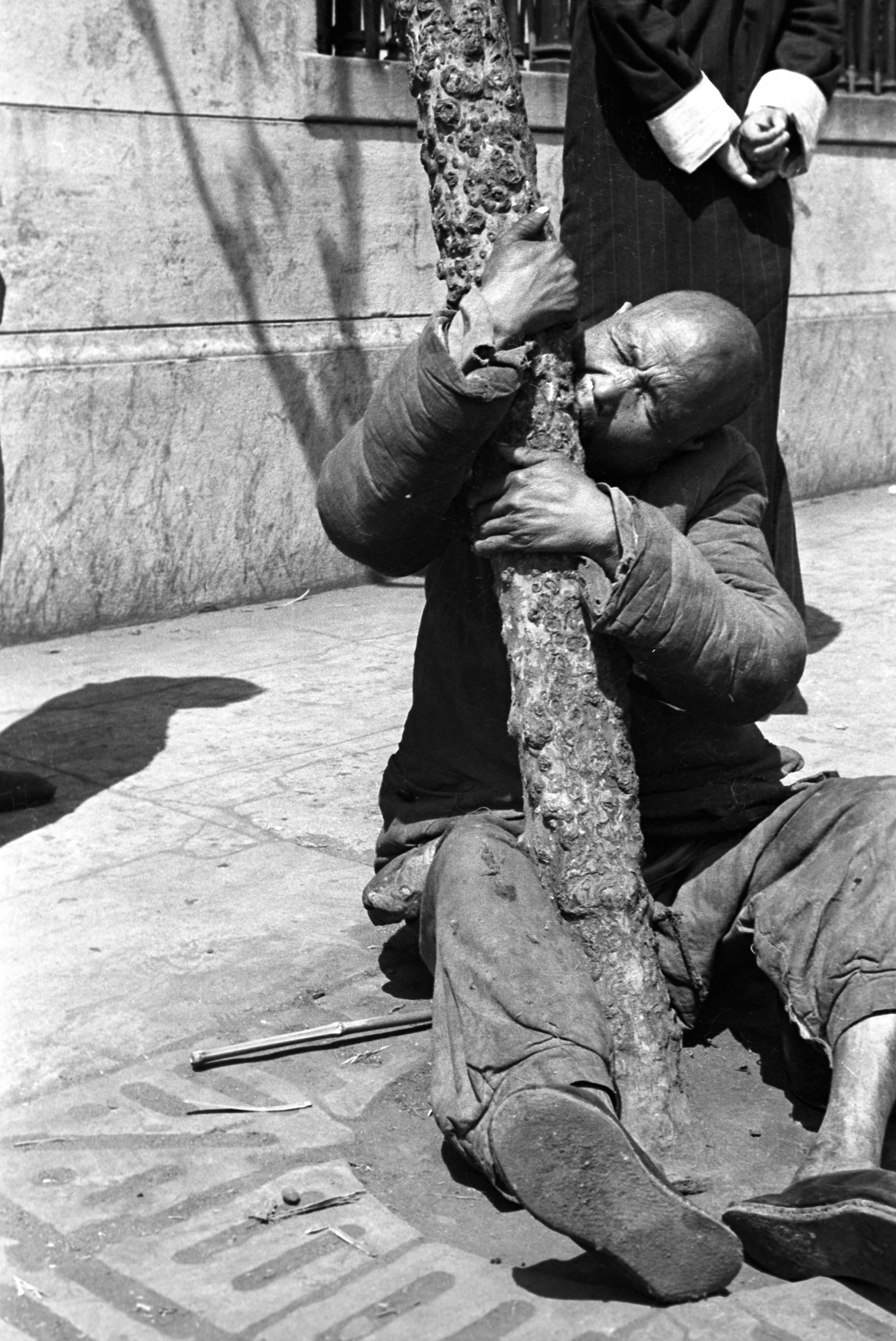
Un homme chinois victime de la famine, tente de manger un arbre pour survivre

La famine du Henan tua près de trois millions de personnes entre 1942 et 1943.

## Historique
Cette famine s'inscrit dans une suite d'évènements tragiques qui frappèrent la paysannerie chinoise. Il y eut d'abord la destruction des digues du Fleuve Jaune qui frappe l'Ouest de la province, puis une sécheresse couplée à des invasions de sauterelles, des corvées et surtout un impôts très lourd sur les récoltes levées par les nationalistes. Tout ceci fut aggravé par la corruption de nombreux fonctionnaires qui avaient vendu illégalement les stocks de réserve et la désorganisation du pays à cause de la guerre contre le Japon.
Les témoins rapportent que dès la fin de 1942 des familles se suicident, des femmes se vendent prélude à la catastrophe humaine de grande ampleur qui suivit : cannibalisme, famine générale, exode. L'action de Jiang Jieshi arriva trop tard pour éviter le drame. L'absence de réforme foncière et fiscale devait à terme lui aliéner une grande partie de la paysannerie.
Cette famine survient après une importante sécheresse qui toucha le Henan, alors partagé entre l'envahisseur japonais et le nationaliste Tchang Kaï-chek. Cette famine a d'importantes conséquences stratégiques, du fait des attitudes différentes des deux belligérants : alors que Tchang Kaï-chek maintient les réquisitions et aggrave la famine, les Japonais ravitaillent les paysans. Les paysans chinois soutiennent alors les envahisseurs, et se révoltent contre l'armée chinoise. Les paysans choisirent alors quand reprit la guerre civile le camp des communistes. 
Theodore H. White, un journaliste, historien et romancier américain qui fut témoin de cette famine en fit une description. Le magazine life réalisa un reportage sur les lieux du drame.